# Jordan Camarero
Jordan Camarero, né le 10 mars 1992 à Gan (Pyrénées-Atlantiques), est un joueur français de handball issu du centre de formation du HBC Nantes et évoluant au poste d'ailier ou d'arrière droit.

## Biographie
Jordan Camarero a grandi à Gan, une région de rugby. Il aurait pu naturellement se tourner vers ce sport que son père, Carlos, a pratiqué au haut-niveau avec la Section paloise, Orthez et Limoges,. Mais, si le sport à haut niveau l’attire, c’est le handball qu’il choisit de pratiquer dès l’école primaire. 
Il gravit alors tous les échelons : après 9 saisons au FR Gan, il rejoint à 15 ans le Billère Handball pour deux saisons puis le Pau Nousty Sports pour une saison. Parallèlement, il passe quatre ans au pôle espoirs de Talence. En 2010, il intègre le centre de formation du HBC Nantes avec lequel il dispute son premier match avec l’équipe professionnelle lors d’un match de Coupe d’Europe de l’EHF en novembre 2011 . Il participe ensuite à ses premiers matchs en championnat de France et participe même au Final Four de la Coupe d’Europe de l’EHF en mai 2013, quelques jours après avoir signé son premier contrat professionnel. Initialement formé au poste d’ailier droit, l’entraineur Nantais Thierry Anti le fait également jouer sur le poste d’arrière droit en remplacement de Jorge Maqueda. 
Régulièrement sélectionné en équipe de France junior, il a notamment remporté la médaille de bronze au Mondial 2013 tout en espérant un jour intégrer l’équipe de France A en suivant les traces de Valentin Porte qui a le même profil que lui.
En 2016, il rejoint le Pays d'Aix UC et y évolue jusqu'en 2020. Après une saison au  Cesson Rennes Métropole Handball puis une au Tremblay Handball, il retrouve en 2022 le Pays d'Aix UC.

## Palmarès

### Équipe de France junior
- Médaille de bronze au Championnat du monde junior 2013,  Bosnie-Herzégovine[6]

## En club
Compétitions internationales
- Finaliste de la Coupe d'Europe de l'EHF (2) : 2013 et 2016

Compétitions nationales
- Vainqueur de la Coupe de la Ligue (1) : 2015
- Finaliste de la Coupe de France (1) : 2015